# Route nationale 499a
La route nationale 499A, ou RN 499A, est une ancienne route nationale française reliant la RN 499 vers Saint-Germain-l'Herm à Arlanc, via Saint-Bonnet-le-Chastel.

## Historique
Cette route a été créée dans les années 1930 (« annexe de Saint-Germain-Lherm à Arlanc ») par classement dans la voirie nationale d'une partie du chemin de grande communication no 5 de Saint-Germain-l'Herm au Gc 104 à Usson-en-Forez de l'origine jusqu'au lieu-dit La Batisse puis du chemin d'intérêt commun no 38Et entre La Batisse et Arlanc.
La réforme de 1972 déclasse cette route nationale. L'État transfère la gestion au conseil général du Puy-de-Dôme et elle devient la RD 999A puis la RD 300.

## Tracé
- Saint-Germain-l'Herm
- Saint-Bonnet-le-Bourg
- Saint-Bonnet-le-Chastel
- Novacelles
- La Batisse, commune de Novacelles
- Arlanc